# Santa Crotz de Quintilhargues
Santa Crotz de Quintilhargues (en francès Sainte-Croix-de-Quintillargues) és un municipi occità del Llenguadoc, situat al departament de l'Erau i a la regió d'Occitània.